# Sonja Rindom
Sonja Rindom Hilker f. Rindom (26. december 1904 i Lund, Sverige – 12. november 2004) var en dansk oversætter.
Sonja Rindom  blev som 17-årig au pair-pige hos en fransk-engelsk familie i Schweiz. Sprogkundskaberne blev snart hendes levevej, hvor hun oversatte bøger for både børn og voksne fra engelsk, fransk, hollandsk, italiensk og svensk.
Hun var i 33 år fast oversætter af Anders And & Co., fra 1949 til 1982, og har blandt andet med ordet Langtbortistan medvirket til at berige det danske sprog. Ligesom Carl Barks gik under betegnelsen Den gode tegner, gik hun under navnet Den gode oversætter. Visse af figurernes navne er også hendes fortjeneste, som f.eks. Fætter Højben, Georg Gearløs og Hexia de Trick, og hun har med sin gengivelse af Anders Ands sang Den Hulkende Sømand skabt en uforglemmelig parodi på den populære radioudsendelse Giro 413.
Sonja Rindom modtog Ping-prisen i 1988 for sit langvarige arbejde med oversættelser af Anders And-historier.
Hun ligger begravet på Ordrup Kirkegård.